# Aktau
Aktau ou Aqtau (em cazaque:  Ақтау) é uma cidade do Cazaquistão, é um porto marítimo no Mar Cáspio. Localiza-se na província de Mangghystau. Com uma população de aproximadamente 190.000 habitantes.
Aktau foi criado por engenheiros soviéticos após grandes quantias de óleo terem sido descobertas. Pelo fato de Aktau ser originalmente uma cidade militar, suas ruas não possuem nomes e todos os endereços em Aktau consistem de três números: o número do bloco, o número da construção e o número do apartamento/suite/quarto.
Em contraste com o desenvolvimento de urânio e armas nucleares, a cidade também era usada como uma praia turística para a elite soviética.
Em 1964, o nome de Aktau foi mudado para Shevchenko em homenagem ao poeta ucraniano Taras Shevchenko, que foi uma vez enviados para esta região remota devido as suas atividades políticas liberais. A cidade voltou a se chamar Aktau em 1992 após o Cazaquistão ter se tornado independente da União Soviética.
A cidade de Aktau já foi o lugar de uma estação de energia nuclear. O FBR BN-350 foi iniciado em 1973, e fechado em 1999. Além de produzir energia elétrica para a cidade, o BN-350 era também utilizado para a produção de plutônio e para a dessalinização de água do Cáspio para fornecer água potável para a cidade.